# Antony Lant
Antony Lant é irmão de Cronos, da banda Venom. Antes de se tornar membro fixo da banda, Antony Lant já havia tocado bateria com o grupo, substituindo o baterista original.